# QZ de la Popa
QZ de la Popa (QZ Puppis) és una estrella a la constel·lació de la Popa -la popa de la Nau Argos- de magnitud aparent +4,46. En la major part dels catàlegs moderns figura com B de la Popa, encara que originalment va ser anomenada A de la Popa per Nicolas-Louis de Lacaille en 1763. Està situada prop de l'cúmul obert NGC 2477 i s'hi troba a uns 650 anys llum de distància del sistema solar.
QZ de la Popa és una binària espectroscòpica descoberta com a tal per R.E. Wilson en 1953. La component primària és un estel blanc-blavenc de tipus espectral B2.5V. Encara que com el Sol és un estel de la seqüència principal, és molt més calent i lluminós que aquest. La seva temperatura superficial és de 18.400 K, i la seva lluminositat és 2.900 vegades superior a la de el Sol. El seu radi és gairebé 4 vegades més gran que el radi solar. És una estrella massiva de 8 masses solars i l'edat és de 24 milions d'anys. El període orbital d'aquesta binària és de 1,112 dies (26,7 hores).
QZ de la Popa és una estrella variable, reconeguda com a tal per primera vegada per E.H. Olsen en 1974. Va observar que la dispersió era aproximadament el doble del normalment acceptat i va suggerir que era una variable Beta Cephei o un variable elipsoidal rotant (ELL). Avui s'inclou dins d'aquest últim grup, sent aquestes variables, binàries properes amb les components en forma el·lipsoïdal per la mútua atracció gravitatòria i mostren fluctuacions de brillantor inferiors a 0,1 magnituds. Així, la brillantor de QZ Puppis varia entre magnitud +4,47 i +4,54. La brillant Spica (α Virginis) és la principal representant del grup.